# 西島村 (愛知県)
西島村（にしじまむら）は、愛知県中島郡にかつてあった村。
現在の稲沢市の一部（平成の大合併以前の旧・稲沢市の北西部）に該当する。

## 歴史
- 1889年（明治22年）10月1日 - 横野村と西島村が合併し発足。
- 1906年（明治39年）5月10日 - 片原一色村、国分村、光郷村、及び井長谷村の一部と合併し、明治村発足。同日西島村は廃止。